# PERFECT BLUE
「PERFECT BLUE」（パーフェクト ブルー）は、Base Ball Bearの15枚目のシングル。

## 解説
- 前作「Tabibito In The Dark/スローモーションをもう一度 part.2」から約1年4か月ぶりのリリースとなる2013年第1弾シングル。
- ベストアルバム『バンドBのベスト』と同時発売。
- オリコンチャートの2013年2月25日付週間シングルランキングでは、8,089枚を売り上げ11位にランクインした。

## 収録曲
- 全作詞・作曲：小出祐介、編曲：Base Ball Bear

1. PERFECT BLUE
  - 小出曰く「今までのBase Ball Bearを総括しつつ、新たに一歩踏み出した曲」。
  - 歌詞は、最初から最後までダブル・ミーニングとなっている[1]。
  - PVの監督は志賀匠。ヒロインとして、モデルの本田翼が出演している。内容はベストアルバムとリンクしており、シチュエーションは「PERFECT BLUE」とベスト盤に収録されている22曲の23パターンあり、各曲にまつわるものとなっている。
  - タイトルは、今敏監督のアニメ映画『パーフェクトブルー』から。
  - 5thアルバム『二十九歳』、ベストアルバム『増補改訂完全版「バンドBのベスト」』収録。両作ともアルバムバージョンでの収録となっている。
2. アイノシタイ
  - ライターの三宅正一が考案したタイトル。元々はスガシカオの新曲タイトル公募に三宅が応募したものであり、最終候補まで残ったが落選（選ばれたタイトルは「Re:you」）。このタイトルを気に入った小出は三宅に打診し、タイトルを譲り受けた。
  - ブックレットに歌詞が掲載されていないため、歌詞が未公開となっていたが、2016年のデビュー10周年・バンド結成15周年を記念して開設された特別サイト「青い春.com」（現在は閉鎖）にて、歌詞の一部が初めて公開された[2]。
  - 楽曲のイメージは、小出曰く「暗いサンバ」。
3. Typical Girl
  - 関根がメインヴォーカルを務める曲。関根がメインヴォーカルを務めるのは「LOVESICK」以来、約2年5か月ぶり。
  - 楽曲のイメージは、小出曰く「20代後半のOLの独り言」。
  - タイトルは、スリッツの楽曲「Typical Girls」から。